# Sej, Nagyabonyban
A Sej, Nagyabonyban kezdetű magyar népdal dallamát Kodály Zoltán gyűjtötte a Pozsony vármegyei Zsigárdon 1905-ben. A szöveget Arany László – Gyulai Pál 1871-ben kiadott Magyar népköltési gyűjteményéből vette.
A szöveget először Abonyi Lajos író jegyezte le a saját falujában, Abonyban, és nem Nagyabonyban.
Kosztolányi Dezső szerint a népdal 1866-ban keletkezett. Ez alighanem tévedés, mert akkor már nem állomásoztak Milánóban magyar bakák.
Feldolgozás:
| Szerző          | Mire                       | Mű                                    | Előadás |
| --------------- | -------------------------- | ------------------------------------- | ------- |
| Kodály Zoltán   | daljáték                   | Háry János, III. rész eleje: Ébresztő | [ 4 ]   |
| Máriássy István | zongora vagy ének és gitár | Elindultam szép hazámból, 63. kotta   |         |

## Kotta és dallam
Sej, Nagyabonyban csak két  torony látszik,

de Majlandban harminckettő látszik.

Inkább nézem az abonyi kettőt,

mint Majlandban azt a harminckettőt.
Majland Milánó német neve, mely 1859-ig a Habsburg Birodalomhoz tartozott. 1838–1859 között a 32. gyalogezred állomásozott itt. A két (nagy)abonyi torony a római katolikus és a református templom tornya.

## Felvételek
- Sej, Nagyabonyban csak két torony látszik. cimbalom.nl (Hozzáférés: 2016. április 24.) (audió) arch